# شحسوريات
شُحْسُورِيَّات أو فصيلة مانتيسبيدي أو ذباب السرعوف أو سرعوف شبكي الأجنحة (الاسم العلمي: Mantispidae)، هي فصيلة حشرات صغيرة إلى متوسطة الحجم كم رتبة عصبيات الأجنحة. تشتمل على العديد من الأجناس التي تضم قرابة 400 نوع في جميع أنحاء العالم، وخاصة في المناطق الاستوائية وشبه الاستوائية. توجد خمسة أنواع فقط من الشحسورة في أوروبا. كما تشير أسمائهم، يمتلك أعضاء المجموعة أطرافًا أمامية جارحة مشابهة لتلك الموجودة في السرعوف، وهي حالة من التطور المتقارب.